# УАЗ СГР
УАЗ СГР («Старый грузовой ряд». В просторечии — «Буханка», «Таблетка», «головастик») — семейство советских и российских полноприводных микроавтобусов, малотоннажных грузопассажирских автомобилей повышенной проходимости, прежде всего военного предназначения, производящихся на Ульяновском автомобильном заводе. Модель представляет собой усовершенствованный и рестайлинговый кузов УАЗ-450, производившийся с 1958 года. Вынужденно заняло собой место модели УАЗ-3165 в 1990—2000 гг., по причине непоявления последней. Серийный выпуск УАЗ-452 начат в 1965 году.
В серию входят модели 452, 2206, 3741, 3909, 39094, 3962, 3303 и другие. Всё семейство моделей завод именует аббревиатурой СГР — «старый грузовой ряд», а народ — «буханкой».

## Описание
Автомобили УАЗ-452, выпускавшиеся в период с 1965 по 1979 год, отличались наличием светотехники старого образца (бесцветные поворотники, задние фонари круглой формы), отсутствием боковых повторителей поворотников, другой приборной панелью, штамповкой последнего бокового фальшокна, заходящей назад к задним дверям, более закругленными задними углами кузова, специальной нишей для номерного знака на левой задней двери, рычажными амортизаторами и деревянной грузовой платформой. Автомобиль производится как в кузовном (вагонном), так и в бортовом варианте («головастик»). Кузов автомобиля может быть оснащён боковыми одностворчатыми дверьми и двустворчатой дверью сзади (конфигурация дверей зависит от конкретной модификации). Колёсная формула 4 × 4.
В 1997 году автомобиль получил новый мотор УМЗ-4218 объёмом 2,9 литра и мощностью 98 л. с. В 2008 году этот мотор совместно с фирмой Bosch, с которой УАЗ сотрудничал в области электронного впрыска топлива, модернизировали, он стал называться УМЗ-4213 (2,9 л, 99 л. с.) и отвечал нормам «Евро-3».
В 2009 году УАЗ начал оснащать свои фургоны заводским атмосферным 4-цилиндровым двигателем ЗМЗ-409 объёмом 2693 см³ с системой газораспределения DOHC мощностью 112 л. с. при 4000 об./мин.
В марте 2011 года моделям 3962/39625 (санитарный фургон) и 2206 (микроавтобус) провели модернизацию. Были добавлены ABS, гидроусилитель руля, ремни безопасности по стандарту Евро-4, новый травмобезопасный руль (на пассажирских версиях), двигатель тоже по стандарту Евро-4.
В 2016 году была проведена новая модернизация: все приборы были сведены к одному циферблату спидометра с дисплеем на нём, где отображаются прочие сведения, и перенесены в центр приборной панели; появилась ниша для аудиосистемы, передние сиденья с интегрированными подголовниками и продольной регулировкой, передний бампер с «клыками», улучшенная шумоизоляция моторного отсека, грузовые версии получили новый травмобезопасный руль.

## Модификации

### До модернизации 1985 года
- УАЗ-452 — фургон, базовая модификация.
- УАЗ-452А — санитарный автомобиль. Автомобиль вмещал до четырёх носилок или восьмерых на лавочках и одного сопровождающего в обоих случаях. Всего же до 11 сидячих мест. Санитарка не предусматривала комфорта при перемещениях, подвеска оставалась со стандартной модели, но был единственным санитарным автомобилем, способным добраться в самые отдалённые места[5].
- УАЗ-452АС — санитарный автомобиль в северном исполнении.
- УАЗ-452АЭ — шасси для установки различного оборудования.
- УАЗ-452В — десятиместный микроавтобус вагонной компоновки.
- УАЗ-452Д — грузовик с двухместной кабиной и деревянной грузовой платформой.
- УАЗ-452Г — санитарный автомобиль, отличается от УАЗ-452А вместимостью.
- УАЗ-452П — седельный тягач.
- УАЗ-452Т — топопривязчик.
  - УАЗ-452Т-2 — топопривязчик на базе УАЗ-452АЭ.
  - УАЗ-452Т-М
  - УАЗ-452Т-М2
  - УАЗ-452Т-М3
  - УАЗ-452Т-11

### После модернизации 1985 года
В 1985 году была проведена модернизация, и согласно новой классификации, модификации УАЗ-452 получили новые индексы.
- УАЗ-3741 — интегрированный цельнометаллический фургон. УАЗ-3741 (37419) — грузовой полноприводный автомобиль-фургон с тремя боковыми одностворчатыми дверьми и задней двустворчатой дверью. Производится комплектациях фургон, автобус, комби и комби-экспедиция.
- УАЗ-3303 — полноприводный грузовик. Кабина — цельнометаллическая, двухместная, с двумя боковыми одностворчатыми дверьми и съёмной крышкой капота двигателя. Автомобиль имеет металлическую платформу.
  - УАЗ 330362 — полноприводный грузовик с удлинённой на 250 мм базой и опущенной на 100 мм грузовой платформой.
- УАЗ-2206 — полноприводный микроавтобус (от 8 до 11 мест в салоне). Конструкция рамная, кузов цельнометаллический. Иногда эксплуатировался в качестве маршрутного такси, аналогично РАФ-2203. С 1 апреля 2011 года автомобиль оборудуется гидроусилителем рулевого управления и антиблокировочной системой тормозов.
- УАЗ-3962  — санитарный автомобиль.
- УАЗ-3909 «Фермер» — модель вагонного типа. Грузо-пассажирский полноприводный автомобиль с тремя боковыми одностворчатыми дверьми и двустворчатой дверью задка. Производится.
- УАЗ-39094 «Фермер» — полноприводный грузовик. Выпускается с 1997 года[6]. Кабина — цельнометаллическая, пятиместная, с тремя боковыми одностворчатыми дверьми и съёмной крышкой капота двигателя. Автомобиль имеет металлическую грузовую платформу со съёмным тентом.
- УАЗ-3909i — военный санитарный автомобиль.
- УАЗ-390945-903 — малый лесопатрульный комплекс[7] для борьбы с лесными пожарами.

- Автомобиль на базе УАЗ-452. Банк России
- Автомобиль муниципальной службы спасения Котласа
- Автомобиль скорой медицинской помощи
- УАЗ-3962

### Опытные и несерийные
- УАЗ-452К — экспериментальный 16-местный трёхосный автобус, (6 × 4) (1973 г).

## Автомобили на базе УАЗ, выпускавшиеся на других заводах
- Челябинец-452 ДК — автоклуб, производился на Челябинском заводе театрального оборудования в 1972—1976 годах, произведено около 500 шт.
- Кубанец-У1А, имеющий внешние отличия по кузову (в частности, характерное диагональное ребро жёсткости, более узкая боковая дверь сразу за правой дверью кабины, вместо задних распашных дверей — глухая задняя стенка кузова с одним трапециевидным окном в ней, иногда с багажным люком в нижней части) и производимый на Краснодарском механическом заводе с 1966 по 1985 год в нескольких модификациях.
  - Кубанец-У1К — автоклуб.[8]
  - Кубанец ТСК-2-01 — пассажирский микроавтобус с высокой крышей.[8]
  - Кубанец ТСК-2-08 — грузовик с двухрядной кабиной и деревянной грузовой платформой.[8]
- КМЗ-Т12.02 — автоклуб, в 4- и 7-местной модификациях, серийно выпускавшийся на заводе АвтоКубань с 1987 по 1995 год. Распределялись автомобили исключительно по линии Министерства культуры.
- ТСК-Т-12-02, («транспортное средство культуры») производился на Пермском вагоностроительном заводе до 1989 г. Данная модификация производилась как мобильный киносъёмочный операторский пульт, пятиместный (включая место водителя) вариант не имел раздельных сидений в фургоне. Три места в фургоне обеспечивались фанерной лавкой по левому борту, обитой кожзаменителем со смягчением 10 мм поролоном.
- Десна (ЧПК-762), внешне очень похожий на Кубанец, разработанный как передвижная киноустановка на Черниговском заводе специального автотранспорта.
- Десна-2М (ЛЭК-452-77) — с высокой крышей и иными отличиями по кузову, выпускался специально для киностудий на том же заводе.
- ТС-17117 «Каспиец» — пассажирский микроавтобус Махачкалинского АРЗ.[8]
- ТС-17144 «Ермак» — вахтовый автомобиль[9] производства Авторемонтного завода «Павловский» (село Павловск Алтайского края). Модификации — ТС-17144У, ТС-17144У и ТС-17144Г (грузопассажирский)[8]. Производился в 1990-х годах, выпуск составлял до 30 автомобилей в месяц.
- ДИСА-1912 «Заслон» — специальный бронированный автомобиль[10] для перевозки ценностей (ООО «ДИСА»).
- ПТКС-2 (спецавтомобиль для Передвижной Телевизионной Контрольной Станции), разработанный во Львове в 1985 году. Отличался высокой крышей с мощным трубчатым каркасом, выдвижной телескопической мачтой и люком для выхода оператора на крышу[11].
- СтЗМ-32151-10 — автобус с высокой крышей Ставропольского завода спецавтотранспорта.[8]
- СтЗМ-32151-20 — автобус со стандартной для УАЗ-452 крышей Ставропольского завода спецавтотранспорта.[8]
- АПВ-У-01 — Авто-Передвижная Вахтовая на шасси УАЗ, производства Псковского механического завода (новый индекс АПВ-У-2213 с 1990-х годов).[8]
- АПВ-У-05 — грузовик с двухрядной кабиной и деревянной грузовой платформой, производства Псковского механического завода (новый индекс АПВ-У-2931 с 1990-х годов).[8]
- МПР-4844 — мобильная лаборатория для диагностики машин и оборудования животноводческих ферм производства Бийского машиностроительного завода.[8]

В период после 1989 года на шасси микроавтобусов УАЗ начался выпуск банковских броневиков для служб инкассации. Инкассаторские броневики производились сравнительно небольшими партиями, в различных вариантах исполнения.
Летом 2023 года крымское НПО «Элькафа» представило электромобиль на базе «Буханки». Как утверждается, модернизация на 80 % выполнена с помощью отечественных комплектующих
- Кубанец-У1А
- КМЗ-Т12.02
- «Десна» (ЧПК-762).
- «Десна-2М».

## В культуре
На протяжении многих лет автомобили семейства УАЗ СГР появлялись в отечественных и зарубежных фильмах различных жанров.
Также УАЗ 452 использовался в музыкальном клипе Sander van Doorn, Martin Garrix, DVBBS «Gold Skies».